# Newport (Tennessee)
Newport település az Amerikai Egyesült Államok Tennessee államában, Cocke megyében, melynek megyeszékhelye is. Lakosainak száma 6868 fő (2020. április 1.).

## Népesség
A település népességének változása:

| 2010 | 6 945 |
| 2020 | 6 868 |